# 北海道道887号中原金沢線

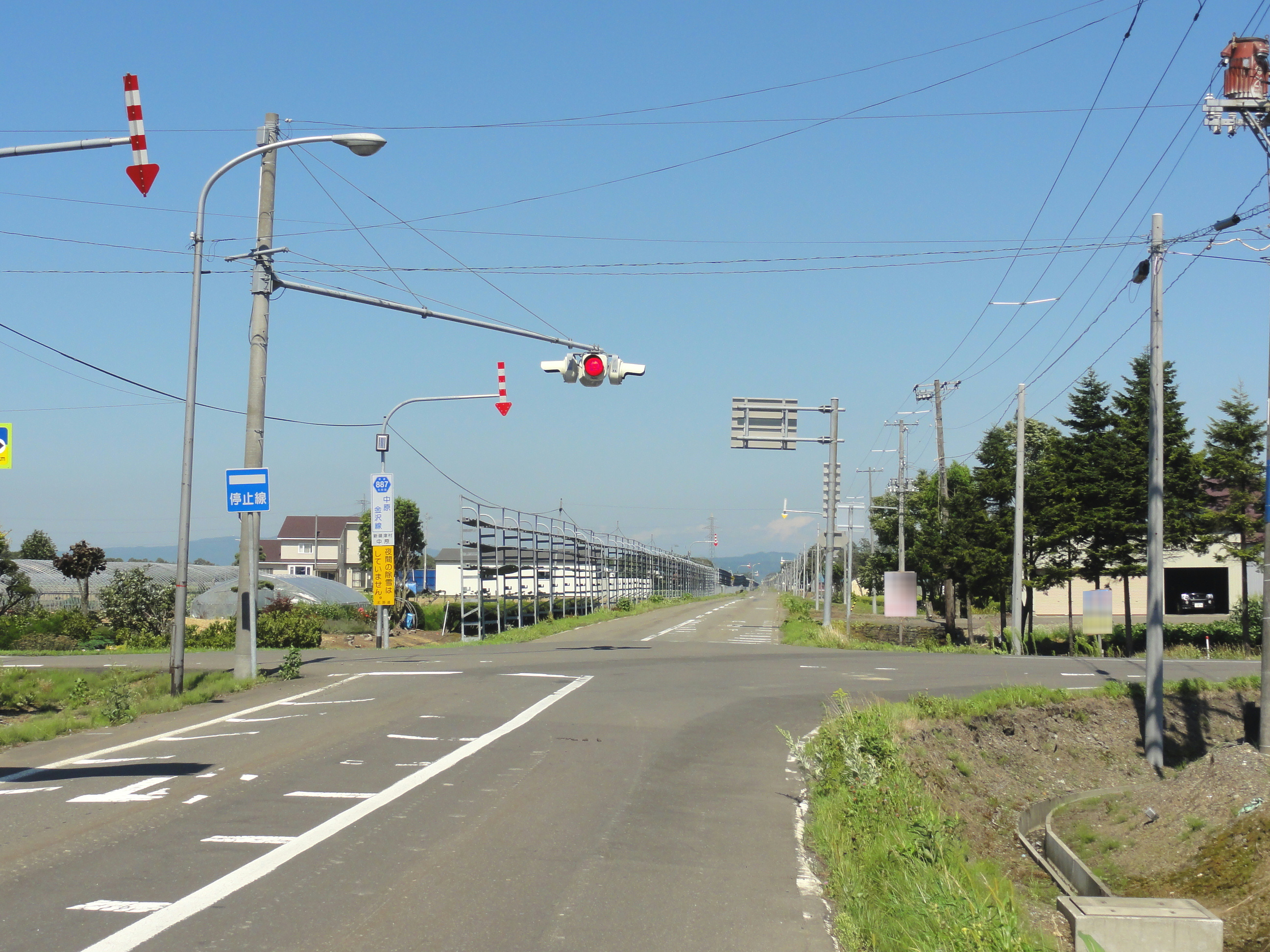
新篠津村中原付近（2012年8月）

北海道道887号中原金沢線（ほっかいどうどう887ごう なかはらかなざわせん）は、北海道石狩郡新篠津村と当別町を結ぶ一般道道（北海道道）である。

## 概要

### 路線データ
- 起点：北海道石狩郡新篠津村第36線（中原）（北海道道139号江別奈井江線交点）
- 終点：北海道石狩郡当別町金沢（国道275号交点）
- 路線延長：8.8km（総延長）

## 歴史
- 1976年（昭和51年）3月31日 路線認定[1]。

## 地理

### 通過する自治体
- 石狩振興局
  - 石狩郡
    - 新篠津村
    - 当別町

### 交差する道路
新篠津村
- 北海道道139号江別奈井江線 - 第36線 中原（起点）
- 北海道道81号岩見沢石狩線 - 第36線 新樺

当別町
- 国道275号 - 金沢（終点）